# Henri Auguste
Henri Auguste (París, 1759–Haití, 1816) fue un orfebre francés de estilo neoclásico.

## Biografía
Era hijo del escultor y orfebre Robert Auguste, del que heredó el taller en 1785. Como su padre, se especializó en vajillas de plata, que confeccionó para miembros de la aristocracia y de la realeza de toda Europa, como la magnífica vajilla elaborada en 1787 para Jorge III de Inglaterra, conservada en la Royal Collection. Su mejor producción coincidió con el estilo Imperio, del que fueron buenos exponentes la jarra y la jofaina usadas en la coronación de Napoleón (1804), así como el surtout de table que París regaló al emperador en la misma ceremonia, del que destacaban dos espléndidas nefs conservadas en el castillo de Malmaison. También realizó el tocador de la emperatriz Josefina.
En 1809 se declaró en quiebra. Falleció en Haití.